# Eufriesea chrysopyga
Eufriesea chrysopyga là một loài Hymenoptera trong họ Apidae. Loài này được Mocsáry mô tả khoa học năm 1898.